# Камель Чатер
Камель Чатер (араб. كامل شاطر; нар. 7 квітня 1972) — туніський боксер, дворазовий чемпіон Всеафриканських ігор.

## Спортивна кар'єра
1995 року Чатер став чемпіоном Всеафриканських ігор.
На Олімпійських іграх 1996 зупинився за крок до медалі.
- В 1/16 фіналу переміг Геркулеса Ківелоса (Канада) — (+)4-4
- В 1/8 фіналу переміг Віталіюса Карпачяускаса (Литва)— RSC-1
- В чвертьфіналі програв Олегу Саїтову (Росія) — 3-9

1999 року Чатер став чемпіоном Всеафриканських ігор вдруге.
На Олімпійських іграх 2000 програв в першому бою Руслану Хаїрову (Азербайджан) — 8-13.